# Internationale Filmfestspiele von Venedig 1994
Die 51. Internationalen Filmfestspiele von Venedig fanden vom 1. September bis 12. September 1994 statt.

## Jury
Für den Spielfilmwettbewerb des Festivals wurde folgende Jury berufen:
| David Lynch        | Jurypräsident, amerikanischer Regisseur |
| Olivier Assayas    | französischer Regisseur                 |
| Margherita Buy     | italienische Schauspielerin             |
| Gaston Kaboré      | westafrikanischer Filmemacher           |
| Nagisa Ōshima      | japanischer Regisseur                   |
| David Stratton     | australischer Filmkritiker              |
| Uma Thurman        | amerikanische Schauspielerin            |
| Mario Vargas Llosa | peruanischer Schriftsteller             |
| Carlo Verdone      | italienischer Schauspieler              |

## Preisträger
| Preis                       | Film                       | Preisträger                     |
| --------------------------- | -------------------------- | ------------------------------- |
| Goldener Löwe (bester Film) | Vive L’Amour Vor dem Regen | Ming-liang Tsai Milčo Mančevski |
| Spezialpreis der Jury       | Natural Born Killers       | Oliver Stone                    |
| Silberner Löwe              | Heavenly Creatures         | Peter Jackson                   |